# Без компромиссов (фильм, 1996)
«Без компромиссов» (иер. трад. 飛虎, упр. 飞虎, кант.-рус.: Фэй фу, англ. First Option) — гонконгский боевик 1996 года, режиссёр Гордон Чан. Главные роли в фильме исполнили Майкл Вон и Джиджи Люн.
Фильм получил три номинации на 16-й Гонконгской кинопремии. Также картина была номинирована на «Золотой Георгий» на Московском международном кинофестивале.

## Сюжет
Таможенная служба Гонконга проводит спецоперацию по захвату наркоторговцев, но нескольким членам преступной группировки удаётся уйти. Для их поимки привлекают опытного инспектора Дона Вонга (Майкл Вон), который возглавляет специальное подразделение по борьбе с преступностью. Оказывается, что банда преступников состоит из бывших американских спецназовцев, а командует ими хитрый и жестокий убийца.

## В ролях
- Майкл Вон — главный инспектор Дон Вонг
- Джиджи Люн — инспектор Минни Кван
- Дамиан Лау[англ.] — старший инспектор Лау
- Ли Фанг — инспектора Кэти Нган
- Кэти Чоу[англ.] — Сью
- Джозеф Ченг — Джо Ченг, напарник инспектора Дона Вонга
- Ким Ип — криминалист
- Стивен Чен — инспектор Лау
- Ричард Гросс — Рики, агент Управления по борьбе с наркотиками

## Награды и номинации
| Награды                                     | Награды                  | Награды                    | Награды   |
| Кинопремия                                  | Категория                | Лауреат / претендент       | Результат |
| ------------------------------------------- | ------------------------ | -------------------------- | --------- |
| 16-я Гонконгская кинопремия                 | Лучшая мужская роль      | Майкл Вон                  | Номинация |
| 16-я Гонконгская кинопремия                 | Лучший монтаж            | Чан Ки-Хоп                 | Номинация |
| 16-я Гонконгская кинопремия                 | Лучшая постановка экшена | Брюс Ло                    | Номинация |
| 33-я кинопремия Золотая лошадь              | Лучшая мужская роль      | Майкл Вон                  | Номинация |
| 33-я кинопремия Золотая лошадь              | Лучший монтаж            | Чан Ки-Хоп                 | Номинация |
| 33-я кинопремия Золотая лошадь              | Лучшая постановка экшена | Брюс Ло                    | Номинация |
| Премия Гонконгского общества кинокритиков   | Лучший режиссёр          | Гордон Чан                 | Победа    |
| Премия Гонконгского общества кинокритиков   | Спецприз «Film of Merit» | Джон Чун, Ким Ип, Джон Чун | Победа    |
| Московский международный кинофестиваль 1997 | Золотой Георгий          | Без компромиссов           | Номинация |